# Toxoflavin
A toxoflavin élénksárga szilárd anyag. Számos baktérium, pl. a Burkholderia gladioli által termelt méreg. Egyúttal antibakteriális hatása is van.
pH-indikátor: 10.5-ös pH-értéknél sárgáról színtelenre változik.
Egy tanulmány szerint elektronhordozó hatása miatt a szervezetben hidrogén-peroxid keletkezik. Ez magyarázza a mérgező és egyúttal antibakteriális hatást. Ezt erősíti meg az is, hogy oxigénhiányos környezetben a toxoflavin hatása nem jelentkezik.
1933 körül fedezte fel van Veen, hogy a Pseudomonas cocovenenans nevű baktérium a felelős a jávai bongkrek-mérgezésekért. E mikroorganizmus két mérgező anyagot termel, melyek egyike a baktérium sárga pigmentje, a toxoflavin. (A bongkrek-mérgezésekért a másik méreganyag, a bongkrek-sav volt a felelős, mely a Burkholderia gladioli-val fertőzött fermentált kókuszdióban keletkezett.)

## Fordítás
Ez a szócikk részben vagy egészben  a   Bongkrek acid című angol Wikipédia-szócikk fordításán alapul.  Az eredeti cikk szerkesztőit annak laptörténete sorolja fel. Ez a jelzés csupán a megfogalmazás eredetét és a szerzői jogokat jelzi, nem szolgál a cikkben szereplő információk forrásmegjelöléseként.